# Коморово (Ліпновський повіт)
Коморово (пол. Komorowo, нім. Kummern) — село в Польщі, у гміні Ліпно Ліпновського повіту Куявсько-Поморського воєводства.
Населення — 157 осіб (2011).
У 1975-1998 роках село належало до Влоцлавського воєводства.

## Демографія
Демографічна структура станом на 31 березня 2011 року:
|          | Загалом | Допрацездатний вік | Працездатний вік | Постпрацездатний вік |
| -------- | ------- | ------------------ | ---------------- | -------------------- |
| Чоловіки | 68      | 18                 | 45               | 5                    |
| Жінки    | 89      | 21                 | 50               | 18                   |
| Разом    | 157     | 39                 | 95               | 23                   |